# Nikola Čačić
 Nikola Čačić , nacido el 7 de diciembre de 1990 (34 años), es un tenista profesional serbio.

## Carrera
Su mejor ranking individual es el N.º 281 alcanzado el 08 de septiembre de 2014, mientras que en dobles logró la posición 35 el 08 de noviembre de 2021.
Ha logrado hasta ahora tres títulos de la categoría ATP y cuatro de la ATP Challenger Tour de dobles, además de varios títulos Futures tanto en individuales como en dobles.
Además fue parte del equipo serbio que salió campeón de la Copa ATP 2020, disputando algunos partidos de dobles. En 2021 también fue parte del Equipo serbio de Copa Davis que llegó a semifinales.

## Títulos ATP (3; 0+3)

### Dobles (3)
| Leyenda                         |
| Grand Slam (0)                  |
| ATP World Tour Finals (0)       |
| ATP World Tour Masters 1000 (0) |
| ATP World Tour 500 (0)          |
| ATP World Tour 250 (3)          |

| N.º | Fecha                    | Torneo       | Superficie    | Pareja         | Oponentes en la final               | Resultado           |
| --- | ------------------------ | ------------ | ------------- | -------------- | ----------------------------------- | ------------------- |
| 1.  | 29 de septiembre de 2019 | Chengdú      | Dura          | Dušan Lajović  | Jonathan Erlich Fabrice Martin      | 7-6(9), 3-6, [10-3] |
| 2.  | 9 de febrero de 2020     | Montpellier  | Dura (i)      | Mate Pavić     | Dominic Inglot Aisam-ul-Haq Qureshi | 6-4, 6-7(4), [10-4] |
| 3.  | 7 de marzo de 2021       | Buenos Aires | Tierra batida | Tomislav Brkić | Ariel Behar Gonzalo Escobar         | 6-3, 7-5            |

#### Finalista (4)
| N.º | Fecha                 | Torneo   | Superficie    | Pareja            | Oponentes en la final                 | Resultado        |
| --- | --------------------- | -------- | ------------- | ----------------- | ------------------------------------- | ---------------- |
| 1.  | 11 de abril de 2021   | Marbella | Tierra batida | Tomislav Brkić    | Ariel Behar Gonzalo Escobar           | 2-6, 4-6         |
| 2.  | 24 de julio de 2021   | Umag     | Tierra batida | Tomislav Brkić    | Fernando Romboli David Vega Hernández | 3-6, 5-7         |
| 3.  | 24 de octubre de 2021 | Moscú    | Dura (i)      | Tomislav Brkić    | Harri Heliövaara Matwé Middelkoop     | 5-7, 6-4, [9-11] |
| 4.  | 9 de abril de 2023    | Estoril  | Tierra batida | Miomir Kecmanović | Sander Gillé Joran Vliegen            | 3-6, 4-6         |